# Pocho
Pocho, en México, es la forma, originalmente despectiva, con que se llama a los estadounidenses de ascendencia mexicana que tienen dificultad para hablar el castellano con la fluidez con que lo hacen los demás miembros de su comunidad de origen debido al desuso de la lengua o su poca habilidad en ella; utilizan palabras o modismos del idioma inglés en su lugar.
En algunas regiones del norte y centro de México también se denomina "pochos" (o su forma diminutiva "pochitos"), sin connotación peyorativa, a los hijos nacidos en Estados Unidos cuyos padres son de origen mexicano.

## Etimología
En 1895, Félix Ramos y Duarte afirma que pocho se deriva del habla de los indígenas en Sonora, estado noroeste de México, pochi, adjetivo que significa [c]orto; rabón y da como ejemplos de ésta: "Unos pantalones pochis": cortos. "Un perro pochi": rabón.
En 1942,  Francisco Javier Santamaría declara que poche o pocha era el nombre que se designaba a los noramericanos descendientes del español, especialmente del mexicano, en el sur de Estados Unidos y particularmente en California; también al residente extranjero del mismo origen. Procede diciendo que en México lo más común es decir pocho y pocha, y muy probable su origen sea el mismo de pochio, sonorismo que procede probablemente del yaqui y que a veces también significa limitado de alcances, o estúpido. Añade una segunda acepción, la del castellano corrompido, una mezcla de inglés y peor español, que hablan los noramericanos y residentes extranjeros de origen español, principalmente mexicano, en California [Estados Unidos].
En 1959, Santamaría vuelve a registrar estas dos mismas acepciones.
Una aclaración que combina la historia y la lingüística es la acepción dada por Sobrazo en 1966 al atribuir el término pochi (pocho) a raíces indígenas:  La primera, del ópata potzico, palabra compuesta por potzi, cortar, y la partícula tzi al adaptarse a la fonética castellana que suena chi. En 1850 significaba "el arte de arrancar la hierba" en referencia "al compatriota que fue arrancado de nuestra nacionalidad"; y la segunda, de otra palabra ópata, tacopotzi, que significaba animal rabón, "sin cola". Por consiguiente, la etimología evolutiva de este término se puede resumir de la siguiente manera:  1) potzico > potzi > pochi > pocho. 2) tacopotzi > potzi > pochi > pocho.
Según Sobarzo, aunque los diccionarios también asignan la acepción de descolorido, quebrado de color, él explica que la palabra pocho no sólo se refiere a lo descolorido de la hierba arrancada, sino a la tez de los compatriotas (arrancados de su naccionalidad y territorio), quienes fueron de todas las teces, no sólo los descoloridos.
Ya para 1984, Mejía Prieto matizaba la palabra al decir que pocho era un mexicano norteamericanizado, agringado, o sea, norteamericano de sangre mexicana. Resume lo que había dicho Ramos anteriormente, que pochi procede del ópata potzico y denota arrancar la hiebra. Expone una historia de unos naturales sonorenses que fueron a trabajar a los Estados Unidos a mediados del siglo XIX, que nunca regresaron. A estos, sus paisanos les llamaron pochis, o "hombres arrancados como la hierba, gente desarraigada", misma acepción que el mexicano nacido en México emplea para describir sus compatriotas que están apartadas de sus raíces al haber inmigrado o nacido en EE. UU.

## Antecedentes
La emigración de mexicanos hacia los Estados Unidos de América es un fenómeno sociológica y económicamente complejo. Dentro de este marco, los términos pocho, al igual que chicano, surgen a principios del siglo XX en el Suroeste de Estados Unidos para describir grupos distintos de mexicanos. El primero, originario, asentado antes de la guerra norteamericana de 1846-1848, cuando este territorio pertenecía a México y anteriormente a España. El segundo, recién llegado, que huía de la violencia de la Revolución Mexicana de 1910-1920 en busca de seguridad y oportunidades laborales. Dichos términos fueron acuñados por cada grupo para representar al otro de forma denigrante y distinguir entre sí una división de clases socioeconómicas superior e inferior, respectivamente.
El pocho inventó el término chicano para describir despectivamente al reciente inmigrante mexicano pobre, que buscaba trabajo temporal de forma itinerante en la agricultura por diferentes estados del suroeste para luego regresar a México. Según Villanueva, "la división de clases entre el chicano y el pocho [...] la creó el pocho, es decir, el de ascendencia mexicana ya establecido en el país; en fin, el mexicano americanizado que se sentía más de 'acá' (Estados Unidos) que 'de allá' (México). Sintiéndose superior al obrero recién llegado de México, el pocho creó una situación cuyo resultado, vino siendo, ni más ni menos, la marginación social de sus compatriotas." (Villanueva, 1985: 10) La justificación se encuentra en que el pocho discriminaba al chicano de la misma forma que él había sido discriminado por el norteamericano anglo, que aunque había nacido en el país lo había relegado a minoría y a ciudadano de segunda clase. 
Luego, para desquitarse del mexicano que había nacido y tenía tiempo viviendo en los EE. UU., el chicano empleó el término pocho para describir de forma peyorativa al mexicano que ya estaba asentado y acoplado al idioma inglés y a costumbres estadounidenses, tanto que el español y sus tradiciones mexicanas habían deteriorado por desuso. Sobre este último punto, el chicano se mofaba del pocho al no poder éste hablar el español con fluidez y por no haber conservado sus costumbres mexicanas. A su vez, el pocho se sentía superior y reprochaba al chicano por no entender el inglés y por no haber asimilado las costumbres estadounidenses, deficiencias que el norteamericano anglo renegaba del mexicano, en general, y para evitar tales críticas, el pocho se hacía del lado anglonorteamericano y discriminaba al chicano. Según Villanueva, "Esta distinción de clase habrá de entenderse siempre en relación con la vigente fuerza dominante:  la superestructura anglosajona. Es decir, que no se trata de que un grupo generacional, o socioeconómico, prefiera un término en vez de otro; es que ambos, pochos y chicanos, como grupos subordinados que son, se ven obligados a reaccionar de tal manera bajo el dominio político y socioeconómico del anglosajón que manipula aun la identidad e identificación de los súbditos." (Villanueva, 1985: 11) Dado comportamiento se explica por una estructura clasista basada en el racismo que ha existido en el país que ambos grupos habían interiorizado y que trataban de emular e imponerse mutuamente.
Luego, a medida que el número de inmigrantes mexicanos a los Estados Unidos no sólo incrementaba de forma desmesurada sino que ahora se quedaban para rehacer sus vidas, el resentimiento en contra de ellos creció en México. Estos sentimientos negativos se agravaron aún más cuando al toparse turistas mexicanos con estos grupos y enterarse de que hablaban el español de forma distinta (si es que se acordaban), o no mantenían ciertos aspectos tradicionales de la cultura mexicana, corrió la palabra por todo el país. En ese contexto, se acuñó el término "pocho" para nombrar a los otros mexicanos –tanto chicanos como emigrantes– que vivían más allá del Río Bravo y fuera de México propio. Según Maciel, ahora "el elemento común a todos ellos era que se les atribuía el deseo de asimilarse a la sociedad estadounidense –a costa de negar sus raíces mexicanas– y un sentimiento de superioridad respecto a la población de su país de origen".
Después, durante la década de 1940, en que el fenómeno migratorio empezó a notarse en México con la repatriación de inmigrantes mexicanos, se hizo notorio que muchos de ellos tenían dificultades para hablar el español conforme a la usanza de sus propias comunidades mexicanas, razón por la que reforzó la costumbre de llamarles "pochos", es decir, cortos en su lengua. De esta forma, el término se considera peyorativo.

## Uso en la actualidad
En tiempos más recientes, un "pocho" es, por lo general, un mexicano que recibió escasa educación formal en México y emigró no solo a los Estados Unidos, sino que incluso en Canadá, utilizando de manera cotidiana palabras en inglés castellanizadas, o tomando palabras del espanglish.

## En otros países
En Uruguay, se le denomina "pocho" a la persona que come de forma glotona en proporciones abundantes y haciéndole ver a otras personas las delicias que está consumiendo.
En España este término es un adjetivo usado para referirse a alimentos que están en mal estado, como por ejemplo con moho o podridos. También suele utilizarse para indicar que alguien está enfermo.
En Chile, alude a estar satisfecho o "lleno", después de comer demasiado.